# Djalma Polli Coelho
Djalma Polli Coelho (Curitiba, 17 de outubro de 1892 - Rio de Janeiro, 8 de outubro de 1954) foi um engenheiro geógrafo militar brasileiro, tendo dirigido o Serviço Geográfico do Exército entre os anos de 1946 e 1951. Foi presidente ainda do IBGE, período marcado por conturbado episódio que ficou conhecido como "crise da estatística" ou "crise Polli Coelho".

## Biografia
Djalma Polli Coelho nasceu na cidade de Curitiba no dia 17 outubro de 1892 e é filho de José Manoel da Silva Coelho e de Amália Polli Coelho. Estudou no Colégio Militar do Rio de Janeiro.
Djalma Polli Coelho virou aspirante do exército em 1914 e construiu uma longa e respeitável trajetória, alcançando o posto de General de Divisão em 1952. Engenheiro geógrafo militar, teve papel fundamental no desenvolvimento da área de topografia no Brasil. Durante sua gestão à frente do Serviço Geográfico do Exército, promoveu avanços significativos, como a criação do Quadro de Topógrafos e a implantação do Curso de Topografia para Oficiais das Armas na então Escola Técnica do Exército — hoje conhecido como Instituto Militar de Engenharia (IME). 
Um dos marcos de sua carreira foi a contribuição decisiva para a escolha de Brasília como nova capital federal. Após a inclusão da mudança da capital nas Disposições Transitórias da Constituição de 1946, o presidente Eurico Gaspar Dutra instituiu uma comissão encarregada de estudar a localização ideal. Polli Coelho, então chefe do Serviço Geográfico do Exército, foi nomeado presidente dessa comissão, que retomou e confirmou os estudos iniciados pela Missão Cruls no final do século XIX.
Ao longo de mais de quatro décadas de serviço militar, Polli Coelho também se destacou pela organização da primeira edição do Anuário da Diretoria do Serviço Geográfico do Exército, publicada em 1948.
Entre maio de 1951 e setembro de 1952, presidiu o IBGE. Seu período à frente do Instituto foi breve e marcado por tensões institucionais, conhecidas como a "crise da estatística", que levaram ao seu afastamento.

Como reconhecimento por suas contribuições à cartografia e à topografia no Brasil, o dia 17 de outubro — data de seu nascimento — foi escolhido como o Dia do Serviço de Topografia. Djalma Polli Coelho faleceu em 18 de outubro de 1954, no Rio de Janeiro.